# NGC 1597
NGC 1597 je galaksija u zviježđu Eridanu.

## Vanjske poveznice
- SEDS: NGC 1597